# Sawannik rudy
Sawannik rudy (Aethomys chrysophilus) – gatunek gryzonia wielkości szczura z rodziny myszowatych żyjący w południowej Afryce.

## Systematyka
Takson po raz pierwszy opisany przez W. E. de Wintona w 1896 roku pod nazwą Mus chrysophilus. Jako lokalizację holotypu autor opisu wskazał dystrykt Mazowe w prowincji Maszona Środkowa we wschodnim Zimbabwe.

## Opis
Dorosłe osiągają 12 do 17 cm długości ciała i 13 do 20 cm długości ogona. Ich masa waha się do 40 do 114 g. Samce nie są wyraźnie większe od samic. Sierść na grzbietowej części ciała i po bokach głównie rudo-brązowa, ale zmieszana z ciemnobrązowymi i czarnymi włosami, co daje efekt barwy od pomarańczowo-żółtej lub cynamonowej po brązową. Spodnia część ciała biała lub bardzo jasnoszara z wyraźną linią oddzielającą ją sierści na reszcie ciała. Głowa masywna z dużym pyskiem. Samice posiadają trzy pary sutków.
Chociaż A. chrysophilus jest rozróżnialny od większości innych gatunków rodzaju Aethomys dzięki rozmiarom i proporcjom ciała, to wygląda zasadniczo identycznie do Aethomys ineptus i może być od niego odróżniony jedynie dzięki analizie genetycznej lub kształcie plemników.

## Występowanie
Gryzoń ten jest szeroko rozprzestrzeniony w południowej części Afryki, chociaż w Południowej Afryce i Suazi wyznaczenie jego zasięgu jest trudne ze względu na fizyczne podobieństwo do występującego tam A. ineptus. Niemniej jednak pewne jest jego występowanie od południowej Kenii na wschodzie, przez wschodnią Tanzanię, Malawi, Mozambik i Zimbabwe po północno-zachodnie RPA oraz dalej na zachodzie w Zambii, Botswanie, północnej Namibii i południowo-zachodniej Angoli.
Na obszarze tym A. chrysophilus zamieszkuje sawanny i tereny zadrzewione pokryte gęstą roślinnością lub skałami do wysokości 1000 m n.p.m. Związany jest zwykle z lasami miombo i mopanowymi, ale jego zakres tolerancji odnośnie do habitatu jest szeroki
Chociaż wyróżniono 7 podgatunków A. chrysophilus, to poprawność części z nich jest kwestionowana. Skamieniałości nierozróżnialne z współcześnie żyjącymi gatunkami znajdowane są od 3,7 mln lat wstecz (późny pliocen) w RPA.

## Biologia i zachowanie
A. chrysophilus jest prowadzącym nocny tryb życia wszystkożercą, jednak żywi się głównie roślinami: nasionami, owocami, zielonymi liśćmi i korzeniami. W ciągu dnia chroni się w kubkowatego kształtu gnieździe zbudowanym w norze, szczelinie skalnej lub termitierze. Na wolności jest gatunkiem terytorialnym, agresywnie odpędzającym intruzów należących do tego samego gatunku. W niewoli przejawie jednak częściową tolerancję i potrafi tworzyć grupy oparte na stałej hierarchii dominacji.
Na danym obszarze występuje niezbyt licznie, ale jego liczebność potrafi gwałtownie wzrastać podczas pory deszczowej. Gęstość populacji rośnie wówczas do 6/ha by w gorącej porze suchej spaść do 0,2/ha lub mniej.
Na wolności rozmnaża się w porze deszczowej, zwykle między październikiem a styczniem, w niewoli natomiast przez cały rok. Ciąża trwa 29 dni. W miocie występuje od 1 do 5 młodych. Młode rodzą się ślepe i bezradne, z cienką czarną sierścią na górze i po bokach ciała, a nagie pod spodem. Zęby wyżynają się już w czasie urodzin, a oczy otwierają po 14 dniach. Noworodki ważą ok. 5 g i mierzą 4 cm długości bez ogona. Szybko jednak rosną i między 24 a 33 dniem przestają ssać i przypominają wyglądem dorosłe.
Dorosłe wymiary ciała osiągają około siódmego tygodnia, choć mogą być wtedy jeszcze jaśniejsze niż w pełni dojrzałe osobniki. Dojrzałość seksualną osiągają ok. 82 dnia, jednak pierwszy miot mogą dać dopiero po pół roku.